# Martin Hochmeister (nyomdász, 1767–1837)
Martin Hochmeister (Nagyszeben, 1767. április 19. – Nagyszeben, 1837. január 9.) erdélyi szász könyvkiadó és nyomdász.

## Élete
Apja, idősebb Martin Hochmeister szintén nyomdász volt. Tanulmányait szülővárosában, majd a váci Theresianumban végezte, 1782-1785 között a kolozsvári líceumban hallgatott jogot. 1786-tól az erdélyi guberniumnál gyakornokoskodott. 1789-ben apja halála után örökölte a nyomdát, amely mellett könyvkereskedéssel és könyvkiadással is foglalkozott. Az akkoriban 15 000 fős városban a két könyvkereskedés létezett, de a Hochmeisterét egyúttal zenemű és művészeti üzletnek nevezték.
Az ő nyomdájában készült a Siebenbürger Zeitung; ő alapította az erdélyi első magyar lapot, az Erdélyi Magyar Hírvivőt, amely 1790. április 1-jétől hetenként kétszer jelent meg Nagyszebenben, majd rövid idő múlva a Kolozsvárt Erdélyi Hiradó címen folytatta pályáját. Népszerű kiadványa volt az Erdély történetét és kultúráját tudományos igényességgel bemutató Siebenbürgische Quartalschrift. A Horia és Closca által vezetett parasztfelkelésről kiadott kommentárja miatt a kolozsvári országgyűlés uszítással vádolta meg.
Számos erdélyi tudományos könyvet adott ki, például nála jelentek meg Benkő József: Comitia Transsilvanica (1791), Benkő Ferenc: Parnassusi időtöltés (1790-1800), Erdélyi játékos gyűjtemény (1793), Gyarmathi Sámuel: Okoskodva tanító magyar nyelvmester (1794), A Magyar Nyelvmívelő Társaság munkáinak első darabja (1796), Lucas Joseph Marienburg: Geographie des Grossfürstenthums Siebenbürgen (1813), Nyulas Ferenc: Az Erdély országi orvos vizeknek hatásáról (1800), és a Kolozsvári tehén himlő (1802) című művei. Támogatta az Erdélyi Magyar Nyelvmívelő Társaság munkásságát is.
1798-ban a város belső tanácsába választották meg, 1805-ben városgazda (Stadthann), 1811-ben városbíró, 1818-ban polgármester lett. 1829-ben nyugalomba vonult. Kolozsvári nyomdáját az ottani római katolikus líceumnak ajándékozta; a nagyszebeni német színházat saját költségén felszerelte és bebútoroztatta.